# Quebrada Seca (caleta Barranquillas de Atacama)
La  quebrada Seca es un curso intermitente de agua que fluye en la Región de Atacama y desemboca en el océano Pacífico.

## Historia
Luis Risopatrón la describe en su Diccionario Jeográfico de Chile:: 837 
Seca (Quebrada) 27° 30' 70° 53' Corre hácia el W i desemboca en la ribera del mar, al N de la caleta Barranquillas. 99, p. 12; i 156.